# دییه (ناحیه زنویمو)
دییه (به چکی: Dyje) یک منطقهٔ مسکونی در جمهوری چک است که در ناحیه زنویمو واقع شده‌است. دییه ۴٫۵۹ کیلومتر مربع مساحت و ۳۹۹ نفر جمعیت دارد و ۲۱۴ متر بالاتر از سطح دریا واقع شده‌است.